# مخطط النظام المتري

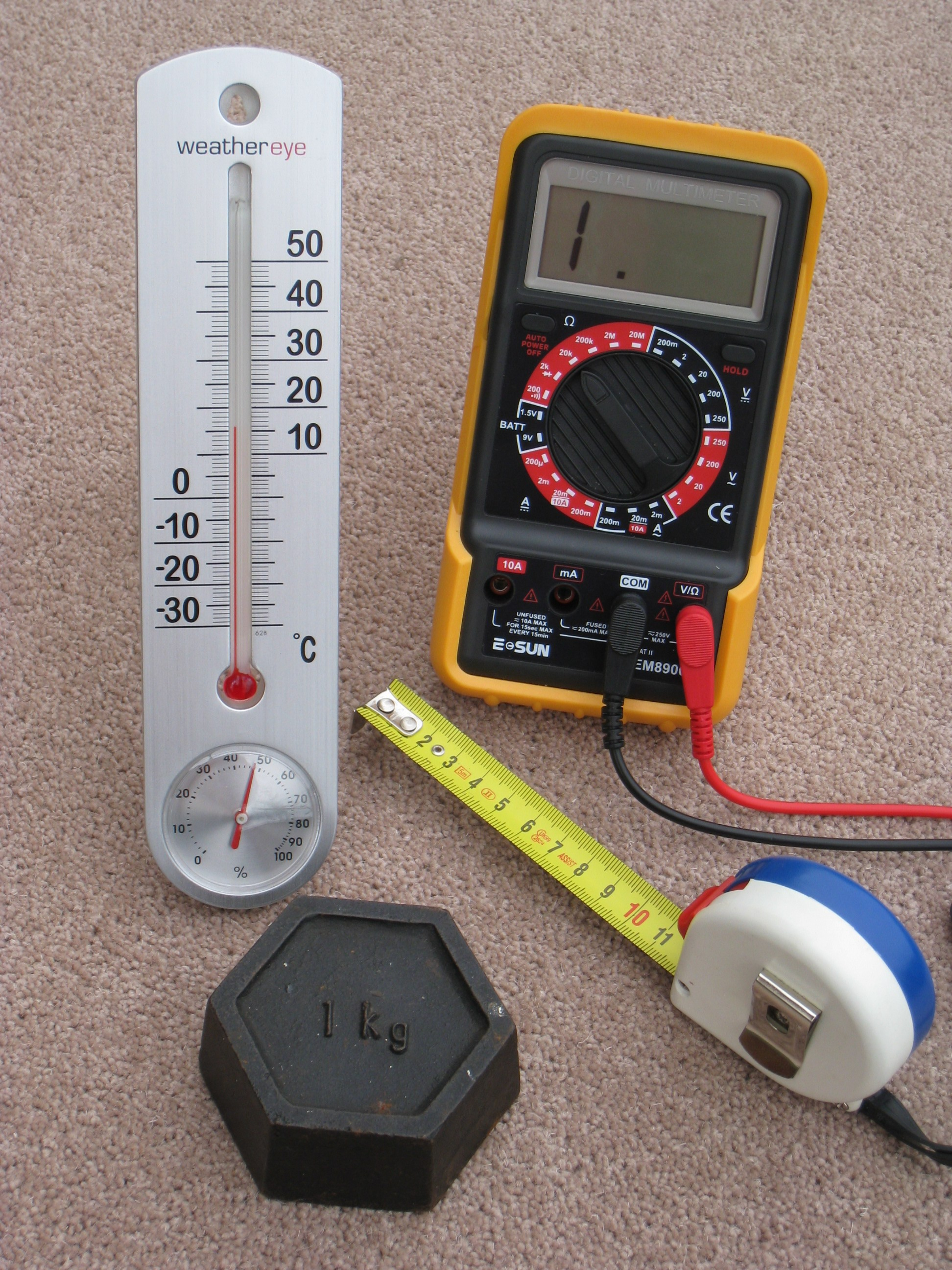
"النظام المتري لكل الناس في كل وقت."(Condorcet 1791) تستخدم أربعة أشياء للقياس في الأعمال اليومية، ولها معايرة في النظام المتري وهي: شريط القياس وهو مقسم إلى سنتيمترات، ومقياس الحرارة (ثرمومتر) ويقيس بدرجة الحرارة المئوية، والكيلوجرام، وأخيرا جهاز القياس الكهربي المتعدد الذي يقيس الفولت والأمبير والأوم.

هذه هي الخطوط العريضة للنظام المتري:
النظام المتري هو نظام وحدات للقياس استُخدم في فرنسا خلال الثورة الفرنسية.

## طبيعة النظام المتري
يمكن وصف النظام المتري كالتالي:
- هو نظام من مجموعة من المكونات المعتمدة على بعضها البعض لتكون نظام متكامل.
  - نظام وحدات - مجموعة من الوحدات يمكن استخدامها لتحديد أي شيء يمكن قياسه. وقد تم تعريف نظم القياس لتنظيم المعاملات التجارية.  في البداية تم تعريف الوحدات بطريقة تعسفية بموجب القانون (انظر القانون التشريعي) من قِبَل الكيانات الحاكمة ، ولم تكن بالضرورة مترابطة بشكل جيد أو متسقة ذاتيا. عند تحليلها بطريقة علمية في وقت لاحق ، تم تعيين بعض الكميات كوحدات أساسية، بحيث يمكن اشتقاق جميع وحدات القياس الأخرى المطلوبة منها.

## مستقبل النظام المتري
- إعادة تعريف الوحدات الأساسية في النظام المتري - هي تغييرات في النظام المتري، أو تحديدا نظام الوحدات الدولي من المتوقع استخدامها في 2019.

## منظمات النظام المتري
- U.S. Metric Association (الولايات المتحدة الأمريكية، 1916-حتى الآن)
- Metric Commission (كندا، 1971-1985)
- Metrication Board (المملكة المتحدة، 1969-1981)

## إصدارات النظام المتري
- Plan for Establishing Uniformity in the Coinage, Weights, and Measures of the United States text (Thomas Jefferson 1790)

## أشخاص مؤثرون في النظام المتري
- سيمون ستيفن (1548–1620)
- جبرائيل موتون (1618–1694)
- كوندروسيه (1743–1794)
- بيير ميشان (1744–1804)
- بيير لابلاس (1749–1827)
- جان باتيست جوزيف ديلامبر (1749–1822)
- أدريان ماري ليجاندر (1753–1834)
- جيمس كليرك ماكسويل (1831–1879)
- لورد كلفن (1824–1907)
- جيوفاني جيورجي (1871–1950)

## وصلات خارجية
- التحويلات المترية
- التاريخ الزمني للنظام المتري الحديث